# Muse (Jimin)
Muse è il secondo album in studio del cantante sudcoreano Jimin, pubblicato il 19 luglio 2024.

## Antefatti e pubblicazione
L'album ha cominciato a essere preparato già durante la produzione del predecessore Face, quando nell'estate 2022 il personale è volato a Los Angeles per registrare la sessione di un coro per Set Me Free Pt. 2. Per tre settimane Jimin ha fatto la spola tra la Corea del Sud e gli Stati Uniti per partecipare a un song camp in America durante il quale sono state scritte Rebirth (Intro) e Smeraldo Garden Marching Band, e ha terminato di registrare all'inizio di giugno 2023. Complessivamente sono stati necessari un anno e 3-4 mesi per realizzarlo. Tutti i preparativi sono stati completati prima dell'arruolamento di Jimin per la leva militare a dicembre 2023. L'annuncio dell'uscita è stato dato il 18 giugno 2024. Tre giorni dopo è stata diffusa la lista tracce, composta da sette pezzi tra cui Closer than This, una canzone originariamente pubblicata nel dicembre 2023 da Jimin per i suoi fan. Il 28 giugno è uscito il primo singolo estratto Smeraldo Garden Marching Band con la partecipazione del rapper Loco, mentre in concomitanza con la pubblicazione dell'album il 19 luglio è stato caricato online il videoclip del singolo principale Who. Il 2 agosto è uscita una versione in inglese di Be Mine.

## Descrizione
Musicalmente, Muse si ispira al pop, all'R&B e all'hip hop dei primi anni 2000, mentre tematicamente è incentrato sull'amore e sulla ricerca dell'ispirazione, seguendo, secondo Haneen Elmeswari di V Magazine, "una strada che porta dall'essersi persi al trovare se stessi". Si apre con Rebirth (Intro), in cui Jimin esprime il desiderio di avvicinarsi all'oggetto del suo amore a piccoli passi: l'avvicinamento prosegue nelle tracce successive, incoraggiando l'amante a ricambiare i suoi sentimenti in Slow Dance. Mentre la prima metà del disco è più sognante e allegra, la seconda assume toni più sensuali, con il ritmo afrobeat di Be Mine fino ad arrivare al singolo principale Who, che appartiene ai generi hip hop e R&B e parla della nostalgia per una persona che non si è mai incontrata prima, "catturando un senso di desiderio nel mezzo della ricerca urgente e continua per trovare Quella Giusta". Smeraldo Garden Marching Band è un omaggio a Sgt. Pepper's Lonely Hearts Club Band dei Beatles in cui Jimin canta del fiore fittizio "Smeraldo", che rappresenta le verità non dette dalle persone. Closer than This, infine, promette ai fan di tornare presto da loro dopo la separazione causata dal servizio militare.

## Accoglienza
| Recensione | Giudizio |
| ---------- | -------- |
| NME        |          |

Per Tássia Assis di Grammy.com, Muse "offre un ascolto fluido e raffinato. È una testimonianza della crescita artistica di Jimin, e sebbene egli possa non aver ancora trovato la sua musa – è sicuramente una fonte d'ispirazione per molti". Rob Sheffield di Rolling Stone l'ha trovato "più complesso" del precedente Face e un disco in cui cerchi "la versione più nuova di te, mentre lasci andare il passato e ti protendi verso il futuro". Facendo anch'essa un parallelo con Face, Rhian Daly di NME ha ritenuto che Muse si assuma meno rischi ma formi "un intero coeso e raffinato" che, essendo stato creato all'incirca nello stesso periodo dell'album precedente, "scava più in profondità in un altro lato in cui potrebbe finire il suo sound". Jeff Benjamin di Billboard ha scritto che "Muse ostenta l'abilità di Jimin come artista senza genere [musicale]. Nel frattempo, la scrittura delle canzoni del disco è intima e introspettiva"; ha inoltre scelto Who come "uno degli ascolti pop più irresistibili quest'anno". Per Cristina Jaleru di Associated Press, Muse "sembra un po' sommesso e quasi malinconico nei suoi ritmi" e in esso "Jimin trova il suo equilibrio con canzoni che non mirano a essere innovative ma che sono comunque affascinanti".

## Tracce
1. Rebirth (Intro) – 2:24 (Pdogg, Jimin, Tommy Brown, Taylor Hill, Ghstloop, Evan)
2. Interlude: Showtime – 1:18 (Pdogg, Ghstloop, Evan, Jimin)
3. Smeraldo Garden Marching Band (feat. Loco) – 3:02 (Tommy Brown, Steven Franks, Jimin, Pdogg, Ghstloop, Loco, Evan, Gray)
4. Slow Dance (feat. Sofia Carson) – 3:08 (Pdogg, Matt Thomson, Max Lynedoch Graham, Gabriel Brandes, Blvsh, Chris James, August Rigo, Ghstloop, Sofia Carson, Jimin, Evan)
5. Be Mine – 3:27 (Pdogg, Ryan Tedder, Ali Tamoosi, Jacob Kasher Hindlin, Ghstloop, Evan, Jimin)
6. Who – 2:50 (Jon Bellion, Pete Nappi, Jason Cornet, Pdogg, Ghstloop)
7. Closer than This – 3:43 (Ghstloop, Ayo the Producer, August Rigo, Pdogg, Jimin, Evan, Kofo, Shanks)

Tracce aggiuntive di Muse (Wonder ver.) – download digitale e streaming
1. Who (Instrumental) – 2:50
2. Who (Acoustic Remix) – 3:04
3. Who (Rock Remix) – 2:51

Tracce aggiuntive di Muse (Wander ver.) – download digitale e streaming
1. Who (Shibuyakei Remix) – 2:46
2. Who (Funky Remix) – 3:08
3. Who (Beautiful Mind Remix) – 2:57

## Formazione
- Jimin – voce, produzione (tracce 1-2), scrittura (tracce 1-5, 7), percussioni (traccia 2), narrazione (traccia 2), cori (tracce 3-5), gang vocal (traccia 3)
- Adora – cori (traccia 3), registrazione (traccia 3)
- John Arbuckle – registrazione (traccia 6)
- Arcades – produzione (traccia 4)
- Ayo the Producer – produzione (traccia 7), scrittura (traccia 7), sintetizzatore (traccia 7), programmazione (traccia 7), registrazione (traccia 7)
- Kieran Beardmore – assistenza al missaggio (traccia 3)
- Jon Bellion – produzione (traccia 6), scrittura (traccia 6), tastiera (traccia 6), sintetizzatore (traccia 6), programmazione batteria (traccia 6), cori (traccia 6)
- Blvsh – scrittura (traccia 4)
- Bryce Bordone – assistenza al missaggio (traccia 6)
- Gabriel Brandes – scrittura (traccia 3)
- Tommy Brown – produzione (traccia 3), scrittura (tracce 1, 3)
- Sofia Carson – voce ospite (traccia 4), scrittura (traccia 4), cori (traccia 4)
- Jacob Casher Hindlin – scrittura (traccia 5)
- Choi Da-in – registrazione (traccia 3)
- Choi Jung-woo – ottoni (traccia 3)
- Jason Cornet – scrittura (traccia 6)
- Stephanie D'Arcy – assistenza alla registrazione (traccia 4)
- Evan – produzione (traccia 2), scrittura (tracce 1-5, 7), tastiera (traccia 2), sintetizzatore (traccia 2), gang vocal (traccia 3), editing digitale (tracce 3-5, 7)
- Kristina Flak – assistenza alla registrazione (traccia 4)
- Chris Gehringer – mastering
- Șerban Ghenea – missaggio (traccia 6)
- Ghstloop – produzione (tutte le tracce), scrittura (tutte le tracce), tastiera (tracce 2, 5-7), sintetizzatore (tracce 2, 4-5, 7), gang vocal (traccia 3), editing digitale (tracce 3-4, 6-7), arrangiamento voce (traccia 7), registrazione (traccia 7)
- Max Lynedoch Graham – scrittura (traccia 4), sintetizzatore (traccia 4), chitarra (traccia 4)
- Gray – scrittura (traccia 3)
- Han Jun-seong – registrazione (traccia 3)
- Taylor Hill – scrittura (traccia 1)
- Chris James – scrittura (traccia 4)
- Jung Gi-hong – registrazione (traccia 3)
- Jung Jae-hwan – ottoni (traccia 3)
- Jung Woo-young – missaggio (traccia 2)
- James Keys – cori (traccia 3), registrazione (traccia 3)
- David K. Younghyun – missaggio (traccia 4)
- David Yungin Kim – missaggio (traccia 7)
- Kofo – produzione (traccia 7), scrittura (traccia 7), chitarra (traccia 7), registrazione (traccia 7)
- Kwon Nam-woo – mastering
- Lee Chan-mi – registrazione (traccia 3)
- Lee Jung-min – ottoni (traccia 3)
- Lee Sal-su – sassofono (traccia 4)
- Loco – voce ospite (traccia 3), scrittura (traccia 3), registrazione (traccia 3)
- Manny Marroquin – missaggio (traccia 5)
- Tony Maserati – missaggio (traccia 4)
- Mr.Franks (Steven Franks) – produzione (traccia 3), scrittura (traccia 3), sintetizzatore (traccia 3), tastiera (traccia 3), registrazione (traccia 3)
- Pete Nappi – produzione (traccia 6), scrittura (traccia 6), tastiera (traccia 6), sintetizzatore (traccia 6), programmazione batteria (traccia 6)
- Noogi Park – basso (tracce 3-4, 6)
- Park Kyung-mo – ottoni (traccia 3)
- Pdogg – produzione (tracce 1-6), scrittura (tutte le tracce), tastiera (tracce 2-6), sintetizzatore (tracce 2-6), registrazione (tracce 2-6), gang vocal (traccia 3), arrangiamento voce (tracce 3-7), editing digitale (tracce 3-7), chitarra (traccia 6)
- Zach Pereyra – assistenza al missaggio (traccia 5)
- August Rigo – scrittura (tracce 4, 7), cori (traccia 7)
- Shanks – scrittura (traccia 7)
- Trey Station – assistenza al missaggio (traccia 5)
- Mike "Spike" Stent – missaggio (traccia 3)
- Sumin – cori (traccia 5), registrazione (traccia 5)
- Ali Tamposi – scrittura (traccia 5)
- Ryan Tedder – scrittura (traccia 5)
- Tenroc – produzione (traccia 6), tastiera (traccia 6), sintetizzatore (traccia 6), chitarra (traccia 6), programmazione batteria (traccia 6)
- Matt Thomson – scrittura (traccia 4), tastiera (traccia 4), chitarra (traccia 4)
- Simone Torres – cori (traccia 4), produzione vocale (traccia 4), registrazione (traccia 4)
- Anthony Vilchis – assistenza al missaggio (traccia 5)
- Matt Wolach – assistenza al missaggio (traccia 3)
- Yeonum Boys and Girl Choir – gang vocal (traccia 3), cori (traccia 7)
- Young – chitarra (tracce 3-5), registrazione (tracce 3-5)

## Successo commerciale
In meno di ventiquattr'ore dall'uscita, Muse si è classificato in prima posizione nella classifica degli album più venduti su iTunes in 87 territori, mentre Who ha raggiunto la vetta della graduatoria delle canzoni in 112 Paesi, tra cui Stati Uniti, Regno Unito, Canada, Germania e Italia.
È stato il secondo debutto di Jimin alla seconda posizione della statunitense Billboard 200, risultato ottenuto grazie a 96 000 unità equivalenti ad album, di cui 74 000 copie fisiche e digitali, 15 000 unità copie derivanti dalle riproduzioni in streaming e 7 000 copie dal download delle singole tracce. Il singolo Who ha invece esordito 14º sulla Billboard Hot 100 e guadagnato due posizioni nella sua seconda settimana.
Il 9 agosto 2024 è stato certificato disco d'oro dalla Recording Industry Association of Japan per aver venduto 100 000 copie fisiche.

## Classifiche

### Classifiche settimanali
| Classifica (2024) | Posizione massima |
| ----------------- | ----------------- |
| Australia         | 27                |
| Austria           | 4                 |
| Belgio (Fiandre)  | 19                |
| Belgio (Vallonia) | 3                 |
| Canada            | 24                |
| Corea del Sud     | 2                 |
| Finlandia         | 28                |
| Francia           | 3                 |
| Germania          | 6                 |
| Grecia            | 29                |
| Italia            | 19                |
| Giappone          | 3                 |
| Lituania          | 8                 |
| Nuova Zelanda     | 17                |
| Paesi Bassi       | 23                |
| Polonia           | 5                 |
| Portogallo        | 3                 |
| Regno Unito       | 56                |
| Spagna            | 8                 |
| Stati Uniti       | 2                 |
| Svizzera          | 4                 |
| Ungheria          | 4                 |

### Classifiche di fine anno
| Classifica (2024) | Posizione |
| ----------------- | --------- |
| Corea del Sud     | 32        |
| Portogallo        | 157       |
| Stati Uniti       | 200       |
| Ungheria          | 87        |

## Riconoscimenti
- Music Awards Japan
  - 2025 – Candidatura Miglior album[45]